# ヨハン・ゲオルク・ヴァイヒェンベルガー
ヨハン・ゲオルク・ヴァイヒェンベルガー（Johann Georg Weichenberger, 1676年－1740年）はオーストリアのリュート奏者、作曲家。本職は王室付き出納係だった。

## 作品
現在、ヴァイヒェンベルガーの作品は彼が活躍したオーストリアやドイツ、ポーランド、チェコなどに残されている。エルンスト・ゴットリープ・バロンの著書"Historisch-theoretische und practische Untersuchung des Instruments der Lauten"において、｢多くの作品を自分たちの名で世に出し、その腕前の確かさにより愛された｣という記述がある。